# National Exchange Hotel

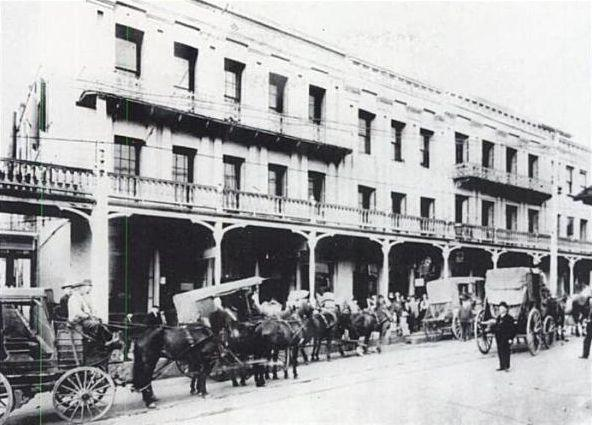
Il National Hotel nel 1894

Il National Exchange Hotel (conosciuto anche come National Hotel) è situato a Nevada City in California. Elencato nel National Register of Historic Places e nel California Historical Landmark, è uno dei più antichi hotel attualmente attivi ad ovest delle Montagne Rocciose. Aprì nell'agosto 1856 sotto il nomef "Bicknell Block".
Nel 1863 scoppiò un incendio e l'hotel venne chiuso per un periodo di tempo. Nel 1894 un nuovo balcone venne aggiunto alla facciata dell'hotel. John J. Jackson, uomo d'affari di Nevada City, affermò che fu nel corso di una riunione svoltasi nel 1898 presso il National Hotel che venne decisa la creazione della Pacific Gas and Electric Company. Nel 2012 l'hotel è stato oggetto di un episodio del programma televisivo Cacciatori di fantasmi.